# Vittoria Febbi
Vittoria Febbi, née le 13 février 1939 à Asmara (Empire italien d'Éthiopie), est une actrice de cinéma et de doublage italienne.

## Biographie
Elle commence à travailler dès l'enfance, à l'âge de 10 ans, avec le réalisateur Luigi Zampa dans le film Tocsin (1949). Jusqu'en 1960, elle tourne 8 films, tout en se consacrant au théâtre et au théâtre radiophonique à la Rai, Radio Roma et surtout au doublage.
L'un de ses premiers doublages, lorsqu'elle était enfant, a été celui d'Alice dans le film d'animation Alice au pays des merveilles (1951) produit par Walt Disney.
Au fil des ans, elle a doublé de nombreuses actrices célèbres telles que Ann-Margret, Liv Ullmann, Gena Rowlands, Jessica Lange, Kathy Bates, Charlotte Rampling, Carmen Maura, Faye Dunaway, Edwige Fenech, Angela Lansbury et bien d'autres.
En 2015, elle a reçu le Leggio d'oro alla carriera, un prix dédié aux acteurs vocaux qui se sont distingués par leurs compétences.
Également active en tant que directrice de doublage, Febbi travaille aussi souvent pour la télévision : de 2006 à 2013 et à nouveau en 2018, elle a doublé le personnage de Stephanie Douglas Forrester (Susan Flannery) dans le feuilleton américain Amour, Gloire et Beauté (en remplacement de feu Angiolina Quinterno (it)).

## Filmographie

### Actrice de cinéma
- 1949 : Tocsin (Campane a martello) de Luigi Zampa
- 1949 : À nous la concorde ! (it) (Vogliamoci bene!) de Paolo William Tamburella (it)
- 1951 : La Vengeance du corsaire (La vendetta del corsaro) de Primo Zeglio
- 1951 : Le Trésor maudit (Incantesimo tragico) de Mario Sequi
- 1952 : L'enfant d'une autre (Cento piccole mamme) de Giulio Morelli
- 1953 : Le Carrosse d'or de Jean Renoir
- 1953 : Des gosses de riches (Fanciulle di lusso) de Bernard Vorhaus
- 1955 : La Terre des pharaons (Land of the Pharaohs) de Howard Hawks
- 1958 : Ville de nuit (Città di notte) de Leopoldo Trieste
- 1958 : Ragazzi della marina (it) de Francesco De Robertis
- 1958 : Promesse di marinaio de Turi Vasile
- 1959 : Toryok, la furie des barbares (Toryok, la furia dei barbari) de Guido Malatesta
- 1960 : Les Aventuriers du Rio Negro (de) (Gli avventurieri dei tropici) de Sergio Bergonzelli